# Saint-Caprais (Cher)
Saint-Caprais település Franciaországban, Cher megyében. Lakosainak száma 757 fő (2022. január 1.). Saint-Caprais Arçay, Lapan, Lunery, Saint-Florent-sur-Cher és Le Subdray községekkel határos.

## Népesség
A település népessége az elmúlt években az alábbi módon változott:
| Lakosok száma | 299  | 317  | 449  | 582  | 770  | 772  | 767  | 771  | 778  | 757  |
|               | 1968 | 1982 | 1990 | 2006 | 2013 | 2015 | 2017 | 2019 | 2020 | 2022 |